# Schölerberg
Schölerberg, Osnabrück-Schölerberg – dzielnica miasta Osnabrück w Niemczech, w kraju związkowym Dolna Saksonia.